# N'Dounga

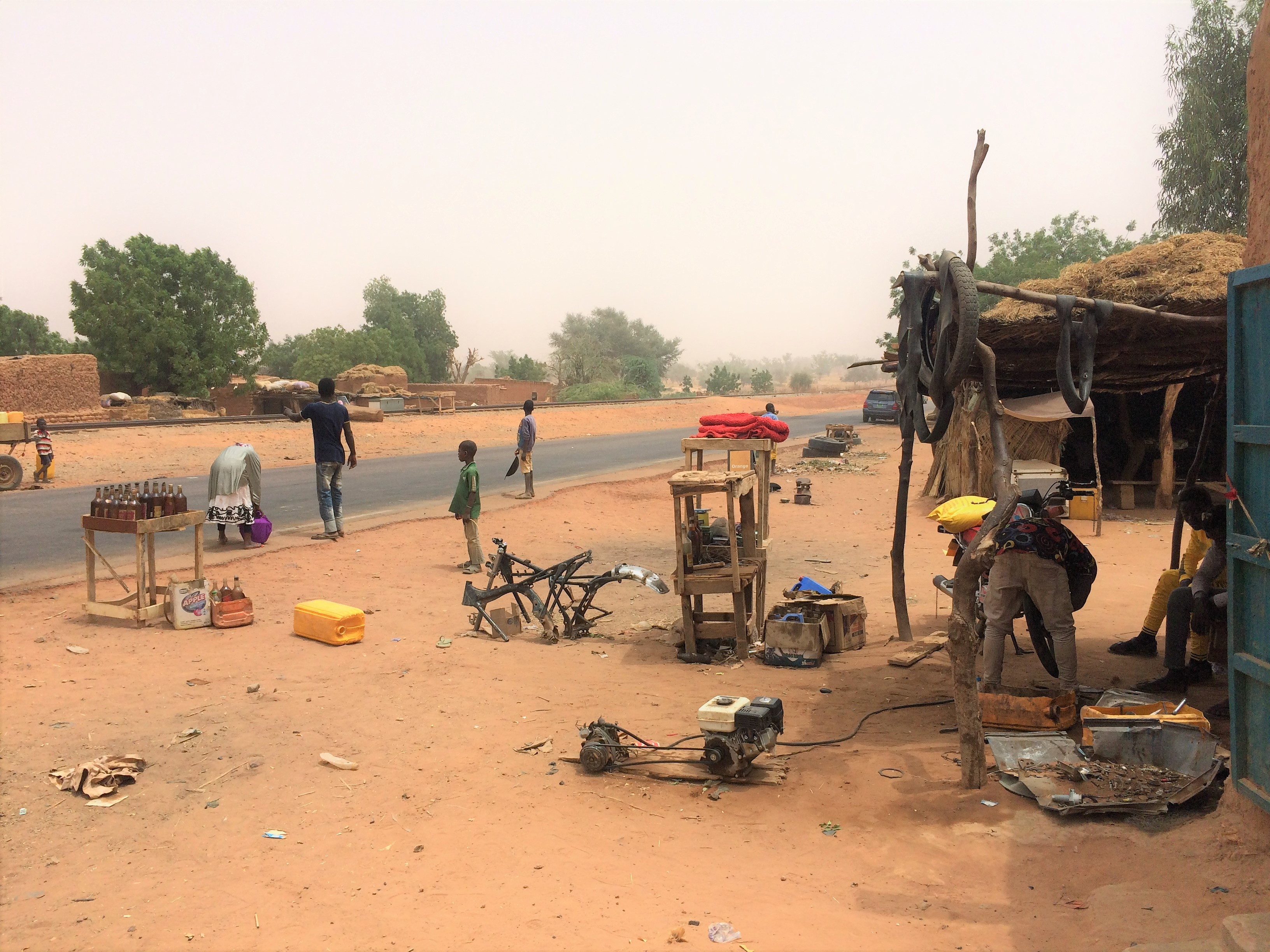
Scène quotidienne à Guesselbodi, un village dans la commune de N'Dounga

N'Dounga est un village et une commune rurale du Niger, située sur le fleuve Niger. Elle est située dans le département de Kollo qui fait partie de la région de Tillabéri.

## Géographie

### Situation
La commune s'étend sur la rive gauche du Niger entre Kollo au sud et Liboré au nord.
| Liboré | Hamdallaye | Kouré |
| Liboré | N'Dounga   | Kollo |
| Youri  | Youri      | Kollo |

## Histoire
La commune rurale de N’Dounga instaurée en 2002 est issue du canton de N’Dounga, elle entre en fonction après les élections de 2004.

## Population
Lors du recensement général de 2012, la population communale est relevée à 22 341 habitants, dont 4 565 habitants pour la localité chef-lieu. La commune est peuplée par les éthnies Fulbé et Zarma.

## Services et infrastructures
La commune abrite les services suivants :
- Centre de Formation aux Métiers (CFM) à N'Dounga Fondobon.
- Collège d’Enseignement Général (CEG) à N'Dounga Fondobon.
- Centre de Santé Intégré (CSI) à N'Dounga Fondobon.